# Joan Lino Martínez
Joan Lino Martínez Armenteros (ur. 11 stycznia 1978 w Hawanie) – kubański lekkoatleta specjalizujący się w skoku w dal, reprezentant Hiszpanii od lipca 2004 r., uczestnik letnich igrzysk olimpijskich w Atenach (2004), brązowy medalista olimpijski w skoku w dal.

## Sukcesy sportowe
- mistrz Kuby w koku w dal – 1999[1]
- mistrz Hiszpanii w skoku w dal – 2005[2]
- halowy mistrz Hiszpanii w skoku w dal – 2005[3]

| Rok                    | Miasto            | Zawody                                | Konkurencja       | Wynik             |
| Reprezentant Kuby      | Reprezentant Kuby | Reprezentant Kuby                     | Reprezentant Kuby | Reprezentant Kuby |
| ---------------------- | ----------------- | ------------------------------------- | ----------------- | ----------------- |
| 1996                   | Sydney            | Mistrzostwa świata juniorów           | skok w dal        | 7. miejsce        |
| 1998                   | Maracaibo         | Igrzyska Ameryki Środkowej i Karaibów | skok w dal        | brązowy medal     |
| 2000                   | Rio de Janeiro    | Mistrzostwa ibero-amerykańskie        | skok w dal        | brązowy medal     |
| Reprezentant Hiszpanii |                   |                                       |                   |                   |
| 2004                   | Huelva            | Mistrzostwa ibero-amerykańskie        | skok w dal        | złoty medal       |
| 2004                   | Ateny             | Igrzyska olimpijskie                  | skok w dal        | brązowy medal     |
| 2004                   | Monako            | Światowy finał IAAF                   | skok w dal        | 4. miejsce        |
| 2005                   | Madryt            | Halowe mistrzostwa Europy             | skok w dal        | złoty medal       |
| 2005                   | Helsinki          | Mistrzostwa świata                    | skok w dal        | 4. miejsce        |
| 2010                   | San Fernando      | Mistrzostwa ibero-amerykańskie        | skok w dal        | srebrny medal     |

## Rekordy życiowe
- skok w dal – 8,32 – Ateny 26/08/2004
- skok w dal (hala) – 8,37 – Madryt 06/03/2005